# Recurs hídric

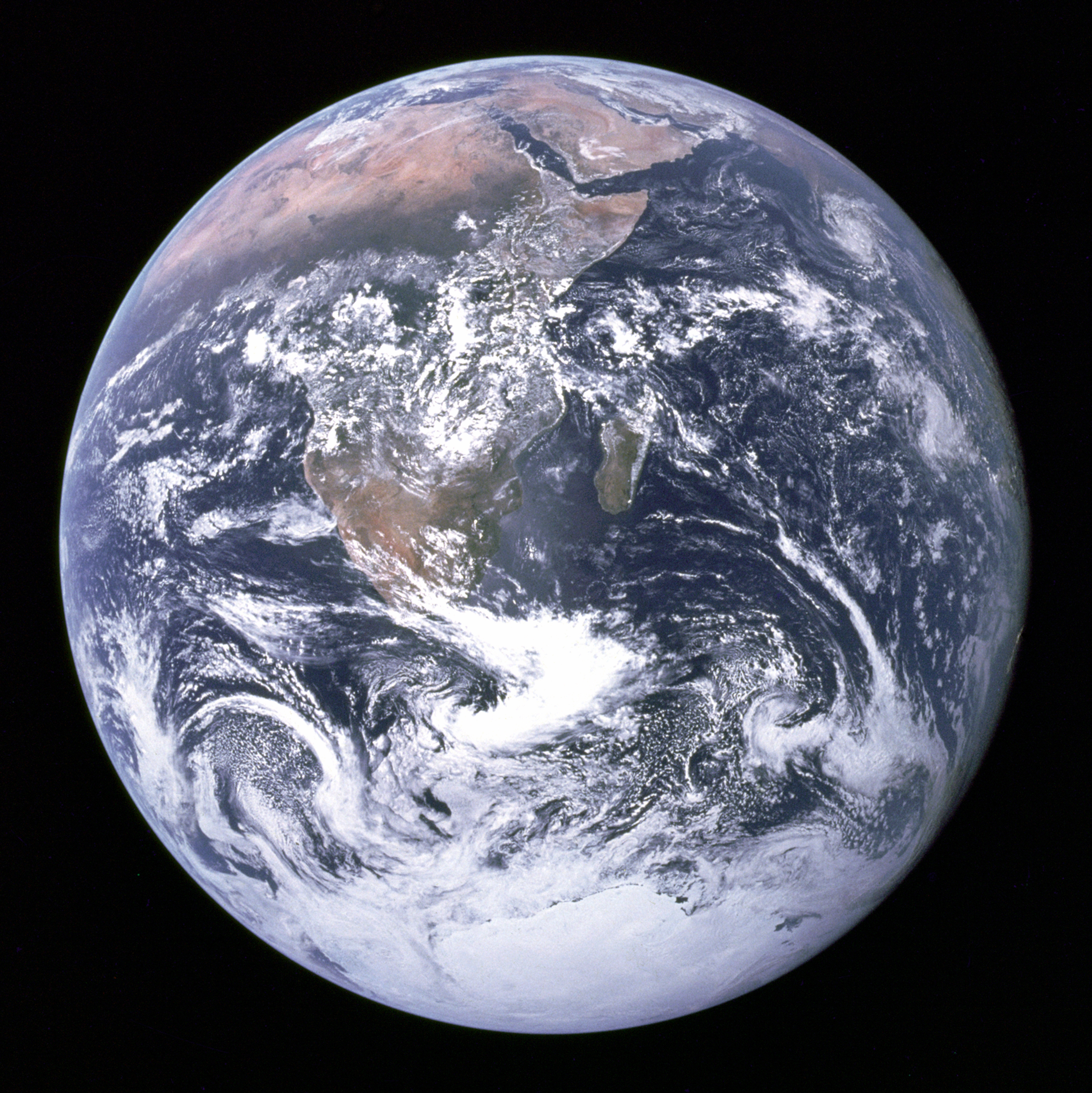
La bala blava presa per la missió Apollo 17.

En les últimes dècades la humanitat s'ha conscienciat de la necessitat imperativa de preservar els recursos hídrics, evitant desaprofitaments i sobretot evitant la seva contaminació. S'està molt lluny encara d'aconseguir un ús racional d'aquests recursos naturals que si bé són, en part, renovables, es corre el perill que l'increment del seu ús i la contaminació superin la capacitat regeneradora.
| « | L'AIGUA és essencial per a la supervivència i el benestar humans, i és important per a molts sectors de l'economia. Els recursos hídrics es troben repartits de manera desigual a l'espai i el temps, i sotmesos a pressió a causa de les activitats humanes. Com satisfer una demanda en constant augment? | » |
| — Resum del 2n Informe de les Nacions Unides sobre el desenvolupament dels recursos hídrics al món: L'aigua, una responsabilitat compartida | |   |

La distribució dels recursos hídrics, pensant només en l'aigua dolça disponible per al consum humà és molt variable de regió a regió. En l'extrem més crític, en algunes parts de l'Orient Mitjà, les disponibilitats estan entorn de 136 litres per habitant i per dia. En l'altre extrem, en zones humides i poc poblades la disponibilitat supera els 274 m³ per habitant i per dia.

## Definició i terminologia
Els recursos hídrics són definits, per la UNESCO, com:
| «                                                | Recursos disponibles o potencialment disponibles, en quantitat i qualitat suficients, en un lloc i en un període apropiats per satisfer una demanda identificable. | » |
| — Glossari Hidrològic Internacional de la UNESCO | |   |

Els recursos hídrics es constitueixen en un dels temes naturals renovables més importants per la humanitat. Tant és així que les recents investigacions del planeta Saturn es dirigeixen a buscar vestigis d'aigua, com també en altres planetes i llunes, com a indicador de la possible existència de vida.
La correcta gestió dels recursos hídrics ha donat motiu a moltes investigacions en les més diverses àrees, com:
- la claredat, tractant d'explicar en profunditat el cicle de l'aigua;
- la fisioteràpia descrivint la disponibilitat espacial;
- la hidrologia, determinant la seva disponibilitat temporal;
- la hidràulica, estudiant el comportament físic de l'aigua, que segons Leonardo da Vinci s'atribueix la sentència, "Quan tinguis res a fer amb l'aigua, consulta primer l'experiència i després la raó"...
- l'enginyeria, intentant modificar i adaptar la disponibilitat espacial i temporal en funció de les necessitats humanes amb vista al seu desenvolupament, i tractant d'aconseguir el major profit;
- l'ecologia, preocupada a preservar els ecosistemes fràgils, gairebé sempre relacionats a la presència o absència de l'aigua;
- l'administració pública, normalitzant l'ús pel ben comú;
- la investigació operacional, compatibilitzant usos conflictius entre si;
- el dret, establint i afinant normes i convenis internacionals per a l'ús de l'aigua en conques hidrogràfiques compartides per dos o més països;
- la defensa civil, preocupada en el control d'esdeveniments catastròfics, molt freqüentment lligats a l'aigua, quan hi ha a l'excés, o quan aquesta escasseja.

## Distribució de l'aigua a la Terra
- Del total de l'aigua existent a la Terra, segons les estimacions actuals, (2009) aproximadament el 97,5% es troba en els mars i oceans,[nota 1] es tracta per tant d'aigua salada, els usos de la qual, sense un delicat i costós tractament, són limitats.
- L'aigua dolça disponible és, per tant, de tan sols el 2,5%. D'aquest 2,5%, el 68,7% es troba en les glaceres, principalment en els casquets polars, però també en els alts cims nevats[nota 2]. Una altra part important de les reserves de "aigua dolça", el 30,1%, es troba en aqüífers subterranis. El 0,8% es troba en el permafrost, el restant 0,4% es troba en aigües superficials i en l'atmosfera.
- El 0,4% d'aigua dolça disponible en les aigües superficials i en l'atmosfera es divideix de la següent forma:

67,4% es troba en llacs;
12,2% en el sòl en forma d'humitat;
9,5% en l'atmosfera;
8,5% en aiguamolls;
1,6% en rius;
0,8% en plantes i animals.

## Formes d'augmentar la disponibilitat d'aigua dolça
Satisfer una demanda d'aigua contínua i cada vegada major requereix esforços per compensar la variabilitat natural i millorar la qualitat i la quantitat de l'aigua disponible.

### Captació d'aigua de pluja
La captació de l'aigua de pluja és una pràctica que es coneix i aplica des de fa mil·lennis, en moltes parts del món.
Actualment s'utilitza, per exemple a Àsia, per recarregar els aqüífers sobreexplotats.
En alguns llocs, com per exemple en zones amb aigües contaminades ja sigui per causes naturals o per activitats mineres, com en l'Altiplà bolivià, han de recórrer a la captació d'aigües de pluja per disposar d'una aigua de qualitat acceptable per a la ingesta humana.

### Recarrega d'aqüífers
Els aqüífers sobreexplotats fan que les instal·lacions que es basen en el seu aprofitament, com pous, estacions de bombament i altres estructures costoses corren el perill de quedar fora de servei prematurament. En aquests casos les inversions destinades a recarregar els aqüífers poden ser molt convenients des del punt de vista econòmic.
La recarrega d'aqüífers en zones costaneres pot contenir la intrusió salina.
L'aigua per la recarrega dels aqüífers pot ser d'origen pluvial, emmagatzemant l'aigua de pluja en depressions en sòls amb alta permeabilitat; pot ser d'origen superficial, aprofitant l'excés d'aigua que es produeix durant les avingudes; i fins i tot pot utilitzar-se aigües servides, després d'un adequat tractament, considerant que la filtració a través d'un sòl no saturat es comporta com un filtre aròbic.
Reconduir les aigües superficials sota terra pot ajudar a reduir les pèrdues per evaporació, compensar les variacions en el cabal, i, en molts casos, millorar la qualitat de l'aigua.

Algunes regions de l'Orient Mitjà i del Mediterrani apliquen aquesta estratègia.

### Embassaments
Les preses i els embassaments es construeixen per emmagatzemar aigua per a diversos usos com el reg i proveïment d'aigua potable. A més, les preses poden proporcionar electricitat i ajudar a controlar les inundacions, encara que també poden tenir impactes socials i mediambientals no desitjats.
Els embassaments, igual que els aqüífers, funcionen regularitzant els cabals naturals, emmagatzemant aigua en els períodes d'abundància per ser usats en els mesos quan hi ha menors afluxos naturals.

### Transvàs de conques
El transvasament d'aigua entre conques fluvials també pot ajudar a mitigar els problemes d'escassetat d'aigua. La Xina, per exemple, disposa ja de grans connexions entre conques, i planeja realitzar més.
Un altre exemple es troba en la costa peruana desèrtica, on s'han implementat diversos projectes de reg utilitzant aigua precipitada en el vas versar oriental dels Andes
Com a desavantatge hi ha un impacte humà i mediambiental.

### Reutilització d'aigües servides
En molts països, especialment a Orient Mitjà, s'estan reutilitzant les aigües residuals per a diferents propòsits, i s'espera que aquesta pràctica es popularitzi. A escala mundial, l'aigua no potable s'utilitza per al reg i la refrigeració industrial. Les ciutats també estan recorrent a la reutilització de l'aigua per completar el proveïment d'aigua potable, aprofitant els avanços en el tractament de les aigües.
Depenent de l'ús que se li pensi donar a les aigües servides es realitzen tractaments previs.

### Dessalinització d'aigües salades o salobres
L'aigua dessalada (aigua de mar o salobre transformada en aigua dolça) s'usa a les ciutats i en la indústria, especialment a l'Orient Mitjà. El cost d'aquesta tècnica ha disminuït notablement, però depèn molt de l'energia produïda a partir de combustibles fòssils i, per tant, planteja la qüestió de la gestió dels residus i del canvi climàtic.

## Ús consumptiu de l'aigua
És l'ús de l'aigua que no es retorna en forma immediata al cicle de l'aigua. Per exemple, el reg és un ús consumptiu, mentre que la generació d'energia elèctrica mitjançant el turbinat de l'aigua d'un riu, si la descàrrega és en el mateix riu no és un ús consumptiu.
En agricultura, l'ús consumptiu és l'aigua que s'evapora del sòl, l'aigua que transpiren les plantes i l'aigua que constitueix el teixit de les plantes. És la quantitat d'aigua que ha d'aplicar-se a un cultiu perquè econòmicament sigui rendible, s'expressa en mm/dia.
Com a exemple de ús no consumptiu pot considerar-se la generació d'energia elèctrica en les centrals hidroelèctriques. En efecte, la central hidroelèctrica, per generar electricitat no consumeix l'aigua, simplement la trasllada d'una cota més elevada a una cota menor, transformant l'energia potencial en energia cinètica, i a aquesta en energia elèctrica.

## Activitats humanes que poden afectar els recursos hídrics
Les activitats humanes poden afectar greument els recursos hídrics. Les principals són a través de: la contaminació; la sobreexplotació; el canvi climàtic; el creixement urbà i canvis en el paisatge com la desforestació.
- La contaminació té moltes formes de danyar els recursos hídrics. Activitats mal gestionades com l'agricultura, pot:
  - Contaminar les aigües superficials i subterrànies amb excessos d'abonaments i pesticides;
  - Induir un increment de l'erosió que finalment arriba als rius i llacs reduint la seva capacitat per transportar i emmagatzemar aigua;

La construcció inadequada de carreteres pot també ocasionar ensulsiades que perjudiquen els cursos naturals d'aigua, incrementant la seva sedimentació.
La descàrrega d'aigües servides, sense el tractament adequat contamina rius, rierols, llacs i les aigües subterrànies limitant severament el seu ús posterior.
La contaminació pot danyar els recursos hídrics i els ecosistemes aquàtics. Els principals contaminants són, per exemple, la matèria orgànica i els organismes patògens continguts en les aigües residuals, els fertilitzants i pesticides procedents de les terres agrícoles, la pluja àcida provocada per la contaminació de l'aire, i els metalls pesants alliberats per les activitats mineres i industrials.
- La sobreexplotació dels recursos hídrics, tan superficial com subterrània, ha tingut efectes catastròfics en diversos llocs de la Terra. Com a exemples la dràstica reducció del mar d'Aral i del Llac Txad.

La sobreexplotació de les aigües subterrànies no és tan evident com la dels llacs i els rius. Hi ha menys proves visuals i els efectes de l'extracció excessiva d'aigua subterrània triguen més a ser apreciables. Durant la segona meitat del segle passat, el bombament dels aqüífers va augmentar a nivell mundial. No obstant això, sovint els beneficis (majors collites, per exemple) són efímers i acaben traduint-se en una disminució del nivell dels aqüífers, en la perforació de pous més profunds i de vegades fins i tot en l'esgotament de la font d'aigua subterrània.
En les últimes dècades s'ha extret molta més aigua de fonts subterrànies que en el passat, sense tenir en compte la capacitat de recarrega d'aquests aqüífers. Els beneficis de l'extracció d'aigües subterrànies solen ser efímers, mentre que les conseqüències negatives (reducció dels nivells d'aigua i esgotament dels recursos, per exemple) poden ser permanents o tenir una durada molt llarga en el temps.
La sobreexplotació dels recursos hídrics és summament perillosa, sobretot quan es tracta d'aigües subterrànies, perquè utilitza una part no renovable.
S'està fent molt poc per aturar les causes del problema, a pesar que és conegut des de fa força temps i existeixen els mitjans tècnics per preveure aquestes situacions i en la majoria de les vegades també existeix la possibilitat de revertir les situacions desastroses, si bé que són intervencions que tenen costos elevats.
- El canvi climàtic, independentment de considerar-se de caràcter androgen o no, sembla augmentar les pressions existents sobre els recursos hídrics, per exemple a les zones que ja sofreixen escassetat d'aigua. Les glaceres terrestres i de muntanya estan retrocedint més ràpidament en els últims anys. Els fenòmens meteorològics extrems derivats de l'escalfament global, com les tempestes i inundacions, es tornen més freqüents i greus. No obstant això, basant-se en els coneixements actuals, els científics només poden fer prediccions generals sobre l'impacte del canvi climàtic sobre els recursos hídrics.[nota 6]